# Ace Austin
Austin James Highley (Nova Jersey, 28 de fevereiro de 1997), mais conhecido como Ace Austin, é um lutador de luta livre profissional americano. Atualmente trabalha na Impact Wrestling, onde é duas vezes Campeão da Divisão X da Impact. Ele começou sua carreira na Combat Zone Wrestling depois de se formar na escola de wrestling "Wild Samoan Pro-Wrestling Training center" e também competiu por várias promoções nos Estados Unidos e no México, incluindo Major League Wrestling, House of Hardcore, criado por Tommy Dreamer, World Xtreme Wrestling, com sede na Flórida, e Lucha Libre AAA Worldwide (AAA) do México.

## Carreira na luta livre profissional

### Início de carreira
Austin começou sua carreira na Combat Zone Wrestling (CZW) depois de se formar na escola de wrestling "CZW Dojo". Ele passou seus primeiros anos também lutando pela promoção World Xtreme Wrestling da família Anoa'i.

### Impact Wrestling

#### Campeão da Divisão X (2019–2020)
No início de 2019, as vinhetas começaram a ser exibidas para promover a estreia de Ace Austin no Impact Wrestling. No episódio de 8 de março do Impact!, Austin fez sua estreia no derrotando Jake Atlas. Foi então revelado que Austin havia assinado com a empresa. Eventualmente, nas semanas seguintes, Austin permaneceria invicto contra Damian Hyde e Aiden Prince antes de fazer sua estreia em pay-per-view no evento United We Stand, onde ele participou de uma luta Ultimate X para determinar o desafiante número 1 para o Campeonato da Divisão X, onde Johnny Impact ganhou a partida. Austin continuou sua série de vitórias ao derrotar Aiden Prince, Eddie Edwards, Jake Crist, Jake Deaner e Petey Williams em um combate de seis lutadores no Rebellion. Austin então se envolveria em uma breve rivalidade com Williams, o que levou a uma luta entre os dois no episódio de 3 de maio do Impact!, que Austin venceu. A sequência de vitórias de Austin terminou no episódio de 21 de junho do Impact!, quando ele perdeu para TJP. Austin recebeu chances de título para o Campeonato da Divisão X no Code Red e Unbreakable, mas não conseguiu vencer em ambas as ocasiões.
Desde o verão de 2019, Austin entraria em uma briga com Eddie Edwards por causa de sua esposa, Alisha. Austin derrotou Edwards em uma luta no episódio de 11 de outubro do Impact! para se qualificar para uma luta de escadas pelo Campeonato da Divisão X no Bound for Glory, que ele venceu ao derrotar Tessa Blanchard, Daga, Jake Crist e Acey Romero. Austin continuou sua rivalidade com Edwards, perdendo para ele em uma luta de rua no Prelude to Glory, mas venceu uma revanche de luta de rua no episódio de 29 de outubro do Impact!. Sua rivalidade terminou com uma partida de mesa entre os dois no No Surrender, que Edwards venceu. Austin continuou a defender com sucesso o Campeonato da Divisão X contra o ex-campeão Jake Crist no Turning Point, Dez no Motown Showdown e Trey no Hard to Kill.
Austin começou a rivalizar com a Campeã Mundial do Impact Tessa Blanchard no início de 2020, decorrente do fato de Austin a ter derrotado em uma luta de escadas para ganhar o Campeonato da Divisão X no Bound for Glory. A rivalidade entre os dois levou a uma luta campeão contra campeão entre os dois no Sacrifice, que Blanchard venceu. Esta vitória rendeu a Blanchard, uma disputa de título contra Austin pelo Campeonato da Divisão X no episódio de 25 de fevereiro do Impact!. Austin manteve o título ao ser desqualificado depois que Taya Valkyrie atacou Blanchard. Austin perdeu o título para Willie Mack no Rebellion. Ele recebeu uma revanche pelo título contra Mack em um combate triplo, também envolvendo Chris Bey, no episódio de 5 de maio do Impact!, onde Mack manteve o título.

#### Aliança com Madman Fulton (2020–presente)
Depois de perder o Campeonato da Divisão X, Austin participou de um torneio para determinar o desafiante número 1 para o Campeonato Mundial da Impact. Ele derrotou Rhino, Hernandez e Wentz para vencer o torneio, mas não conquistou o título. Em 2020 iniciou uma aliança com Madman Fulton para a conquista do Campeonato Mundial da Impact. No Slammiversary, ele perdeu uma luta de eliminação five-way pelo vago Campeonato Mundial da Impact em uma luta que também envolveu Trey, Rich Swann, Eric Young e Eddie Edwards, que foi o eventual vencedor. No Bound for Glory, Austin e Fulton participaram de uma luta pelo Campeonato de Duplas do Impact, sendo derrotados por The North. Austin ficou inativo por uma semana já que o Impact não tinha planos para ele, mas ele voltou como parte da Super X Cup de 2021 no Genesis. No evento, ele derrotou Suicide na primeira rodada, Cousin Jake nas semifinais e Blake Christian nas finais para vencer o torneio. No Hard to Kill, Austin lançou um desafio aberto, que foi respondido por Matt Cardona. Austin perdeu a partida por desqualificação. No No Surrender, Austin participou do Triple Threat Revolver para determinar o desafiante número um para o Campeonato da Divisão X, mas a luta foi vencida por Josh Alexander.
No episódio de 2 de março do Impact!, Austin derrotou Black Taurus e Chris Bey para se tornar o desafiante número um pelo Campeonato da Divisão X no Sacrifice. No evento, Austin derrotou o TJP e conquistou o Campeonato da Divisão X pela segunda vez de sua carreira. Ele manteve com sucesso seu título contra o TJP no episódio de 23 de março do Impact!, perdendo por desqualificação, mas perdeu o título para Josh Alexander no Rebellion, em uma luta que também incluiu o TJP, terminando seu reinado em 43 dias. Ele não conseguiu recuperar seu título contra Alexander no episódio de 29 de abril do Impact!. No Under Siege, Austin e Fulton derrotaram Petey Williams e TJP, XXXL (Acey Romero e Larry D) e Rohit Raju e Shera para se tornarem os novos desafiantes ao Campeonato de Duplas do Impact. No episódio de 20 de maio do Impact!, Austin e Fulton foram derrotados por FinJuice e não conseguiram ganhar os títulos. No Slammiversary, Austin competiu na luta Ultimate X pelo Campeonato da Divisão X, mas não conseguiu conquistar o título. No Emergence, ele derrotou Chris Sabin, Moose e Sami Callihan em uma four-way match para se tornar o desafiante número um ao Campeonato Mundial da Impact. Em 18 de setembro em Victory Road, ele enfrentou Christian Cage pelo título, mas acabou derrotado. No Bound for Glory, Austin participou da luta Call Your Shot Gauntlet, que foi vencida por Moose. Austin então começou a rivalizar com Chris Sabin, levando a uma luta no Turning Point, que Austin perdeu.
Em 8 de janeiro de 2022, no pré-show Countdown to Hard To Kill, Austin foi derrotado pelo estreante Mike Bailey em uma luta four-way. Durante as semanas seguintes, Austin tentou fazer amizade com Bailey, eventualmente se unindo a ele em várias ocasiões antes de Bailey se voltar contra Austin depois que ele pediu que ele atacasse o Campeão da X Division, Trey Miguel. No Rebellion, Austin derrotou Bailey e Miguel em uma luta three-way, ganhando o Campeonato da Divisão X pela terceira vez em sua carreira.

## Vida pessoal
Austin é um skatista ávido e treina parkour.

## Campeonatos e conquistas
- AAW Wrestling
  - Campeonato Patrimônio da AAW (1 vez, atual)
  - Campeonato de Duplas da AAW (1 vez) – com Madman Fulton[13]
- Combat Zone Wrestling
  - Campeonato Com Fio da CZW (1 vez)
- Desastre Total Ultraviolento
  - Campeonato Alto Impacto da DTU (1 vez, atual)
- Impact Wrestling
  - Campeonato da Divisão X (3 vezes, atual)
  - Super X Cup (2021)
  - Desafiante Nº 1 pelo Campeonato Mundial da Impact (2020)
  - Prêmios de Fim de Ano da Impact (2 vezes)
    - Estrela do Ano da Divisão X (2020)[14]
    - Combate do Ano (2020) vs. Eddie Edwards vs. Trey vs. Eric Young vs. Rich Swann no Slammiversary[15]
- Pro Wrestling Illustrated
  - Classificado em 94º lugar entre os 500 melhores lutadores individuais no PWI 500 em 2020[16]
- The Wrestling Revolver
  - Campeonato Remix (1 vez)
  - Campeonato Scramble (1 vez)
- World Xtreme Wrestling
  - Campeonato Híbrido da WXW (1 vez)